# خوان كارلوس إسبينوزا (لاعب كرة قدم)
خوان كارلوس إسبينوزا (بالإسبانية: Juan Carlos Espinoza)‏ هو لاعب كرة قدم ومدرب كرة قدم هندوراسي، ولد في 24 أغسطس 1958 في Tela ‏ في هندوراس. شارك مع منتخب هندوراس لكرة القدم. أما مع النوادي، فقد لعب مع ريال إسبانيا.

## وصلات خارجية
- خوان كارلوس إسبينوزا على موقع الاتحاد الدولي (مؤرشف)  (الإنجليزية)
- خوان كارلوس إسبينوزا على موقع قاعدة بيانات كرة القدم.إي يو (الإنجليزية)
- خوان كارلوس إسبينوزا على موقع ناشيونال فوتبول تيمز (الإنجليزية)